# Palau Bru
El Palau Bru és un edifici situat al passeig de Colom i els carrers de Marquet i de la Mercè de Barcelona, catalogat com a bé cultural d'interès local.

## Història
Els Bru eren una nissaga originària d'Osona, senyors del castell de Tona i dels delmes de Sant Esteve de Granollers. Francesc Bru i de Granollacs (c. 1580-1643), hereu dels títols, va adquirir una casa als carrers de la Mercè i de la Marina (actualment passeig de Colom), on també viurien el seu fill Josep Bru i de Granollacs i el seu net Lluís de Bru i Canta, que va formar part del primer govern municipal borbònic del 1714.
El 1751, Maria Antònia de Bru i Descatllar de Besora, neta de Lluís, es va casar amb Joan de Fivaller i Rubí. El 1772, aquest va demanar permís per a reformar la façana del carrer de la Mercè, i novament entre 1780 i 1793 per a fer-hi diverses reformes. El 1807, el seu fill Joan Antoni de Fivaller-Clasquerí i de Bru (1758-1856), per matrimoni marquès de Villel i comte de Darnius, va demanar permís per ampliar l'edifici del carrer de la Mercè, segons el projecte del mestre de cases Jaume Valls.
El 1994, la Societat General d'Autors i Editors (SGAE) va encarregar als arquitectes Rafael Cáceres Zurita, Esteve i Robert Terradas Muntañola la reforma del palau per a allotjar-hi la nova seu de l'entitat. Es va unificar la cornisa a la façana del passeig de Colom, que sobresortia als extrems com una mena de torres, i es va cobrir el pati amb una claraboia lleugera.

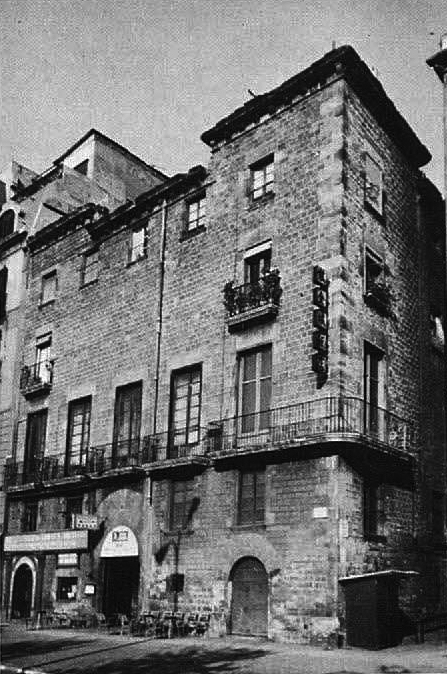
El palau Bru abans de la reforma

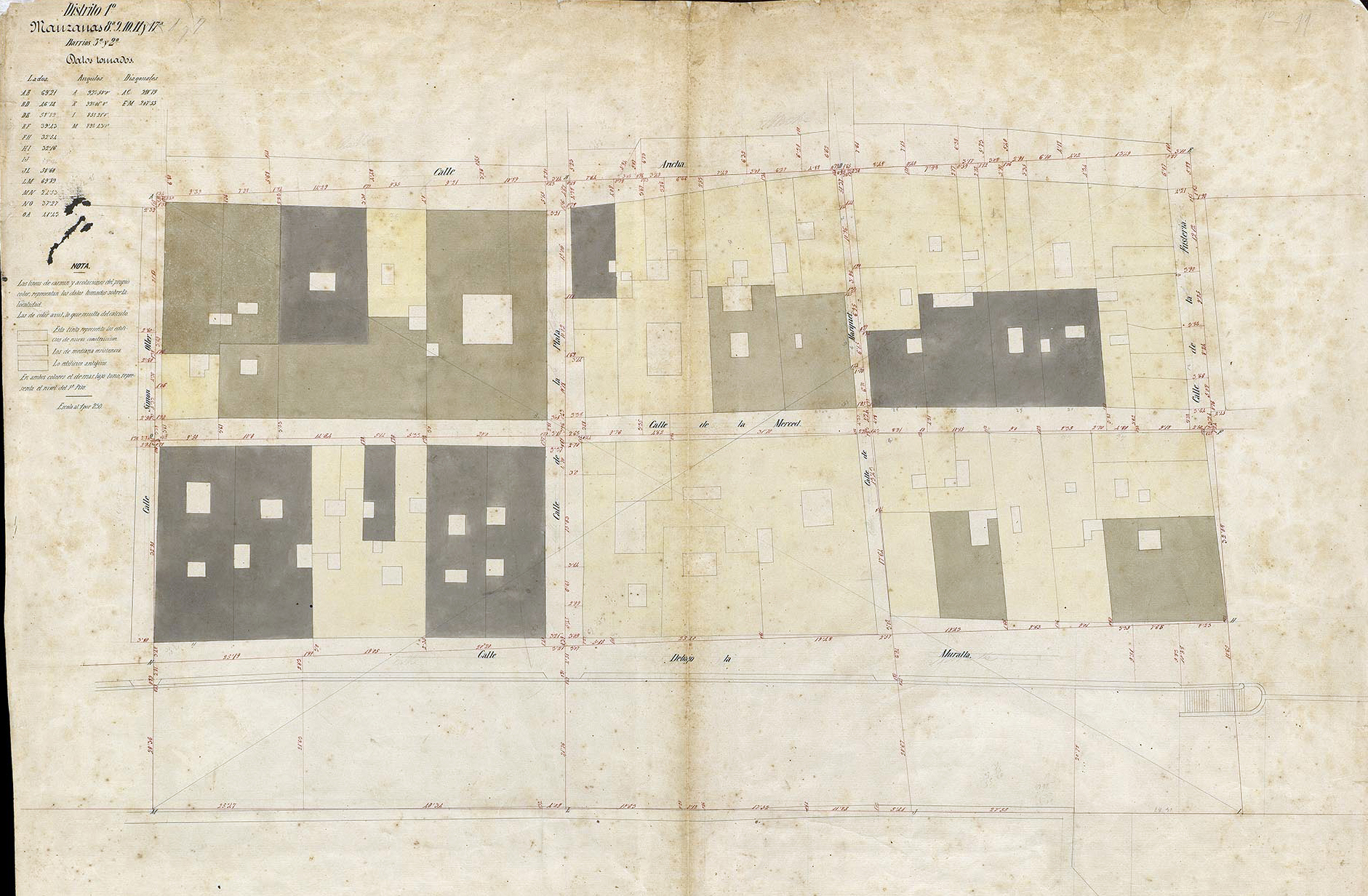
Quarteró núm. 6 de Garriga i Roca (c. 1860)

## Descripció
Es tracta d'un palau organitzat al voltant d'un pati típic de l'època gòtica però amb elements d'estils renaixentistes i neoclàssics. Comprèn planta baixa, entresòl i tres pisos, cobert amb un terrat.
La façana del passeig de Colom és la més senyorial i està formada per un basament de grans dimensions on s'integra el gran portal d'entrada i un entresòl. A partir d'aquest basament i separat per la renglera de balcons del primer pis es desenvolupa la resta de la façana amb un pla llis d'obra de carreus de pedra. La composició d'obertures mostra una curiosa relació de plens i buits emfatitzant el primer pis com la planta noble molt oberta disposant cinc balcons de gran alçada amb els seus balcons individuals. Aquests últims estan tan junts que es visualitzen com un balcó corregut que fins i tot dona la volta a la cantonada. La planta segona potencia el ple de la façana al només disposar de dues balconeres de dimensions més reduïdes en cada extrem. Per la seva banda la tercera planta torna a disposar cinc finestres petites formant un ritme força regular. La façana lateral al carrer de Marquet arriba a tenir fins a sis eixos de finestres, tot i que no arriben a ser regulars, segurament per la distribució complicada de les plantes inferiors. La façana al carrer de la Mercè té set eixos d'obertures (tres a l'edifici antic i quatre al nou), amb un portal de pedra d'arc escarser de fals regràs a l'edifici antic, i un de llinda plana i dos d'arc carpanell al nou. Els balcons són de llosana de pedra i les baranes de ferro amb composició molt simple.
Les façanes (excepte a l'edifici nou del carrer de la Mercè) són de pedra amb junta sobresortida formant una retícula regular a trencajunts. Les finestres són de línies molt simples amb llindes i brancals rectes sense cap mena de decoració. Els portals d'accés de les dues façanes oposades són destacables per la dimensió de l'obertura i de les seves dovelles. Els carreus de pedra de l'arc de mig punt es fusionen elegantment amb els carreus dels brancals. Aquests portals tenen comunicació amb el pati central a través d'una combinació de voltes de canó rebaixades i altres de quatre punts d'arc escarser. La modulació entre les voltes de canó es realitza amb arcs faixons. La presència del pati aporta verticalitat al mig d'aquesta mena de passatge privat que travessa l'edifici. La cornisa és homogènia en tot el perímetre i de línies senzilles, i es recolza en permòdols tríglifs amb decoracions clàssiques.
Dins del pati es presenta una escala monumental de pedra en un lateral del passatge interior.